# 3CE
3CE (pronuncia-se Threece) é um artista solo, de Seattle, Washington. Ele grava a guitarra, o baixo, bateria, e os teclados, e faz todos os vocais. Seu gênero faz uma mistura de rapcore, pop punk, nu metal, hip-hop, rock alternativo e rock acústico. 3CE também faz apresentações ao vivo, com o seu violão e algumas vezes, canta com seus amigos. Alcançou vários views com o vídeo de um cover da canção "Where'd You Go?" de Fort Minor em seu violão acompanhado de seu amigo.
Atualmente, a banda decidiu mudar os rumos, deixando o rock e lançando uma faixa trance.

## Influências
- The Offspring
- Nirvana
- Eminem
- Green Day
- Crazy Town
- P.O.D.
- Papa Roach
- 2Pac
- Limp Bizkit
- Linkin Park
- Incubus
- Hoobastank
- Foo Fighters
- Goo Goo Dolls
- Everlast
- Red Hot Chili Peppers
- Rage Against the Machine
- Busta Rhymes
- Zebrahead
- 50 Cent

entre outros

## Discografia
- The Third Edition (2001)
- 3CE:2005 (2005)
- 3CE:ACOUSTIC (2005)
- 3CE:2006 (2006)
- 3CE:The Release Series 5.0